# Boulevard Raspail
Der Boulevard Raspail ist eine der wichtigsten Verkehrsadern auf der Rive Gauche von Paris. In seinem gesamten Verlauf – durch die Quartiers Saint-Thomas-d’Aquin des 7., Notre-Dame-des-Champs des 6. und Montparnasse des 14. Arrondissements – verfügt er über zwei südwärts und zwei nordwärts führende Fahrspuren, getrennt – nördlich von Montparnasse – durch sogenannte „terre-pleins“ (begehbare Mittelstreifen).

## Situation und Erreichbarkeit
Der Boulevard Raspail hat eine Länge von fast 2,4 Kilometern. Er beginnt am Boulevard Saint-Germain und verläuft in annähernd gerader Linie in südlicher Richtung bis zur Place Denfert-Rochereau. Er überquert in seinem Verlauf zwei große Kreuzungen, die mit der Rue de Sèvres und die mit dem Boulevard du Montparnasse.

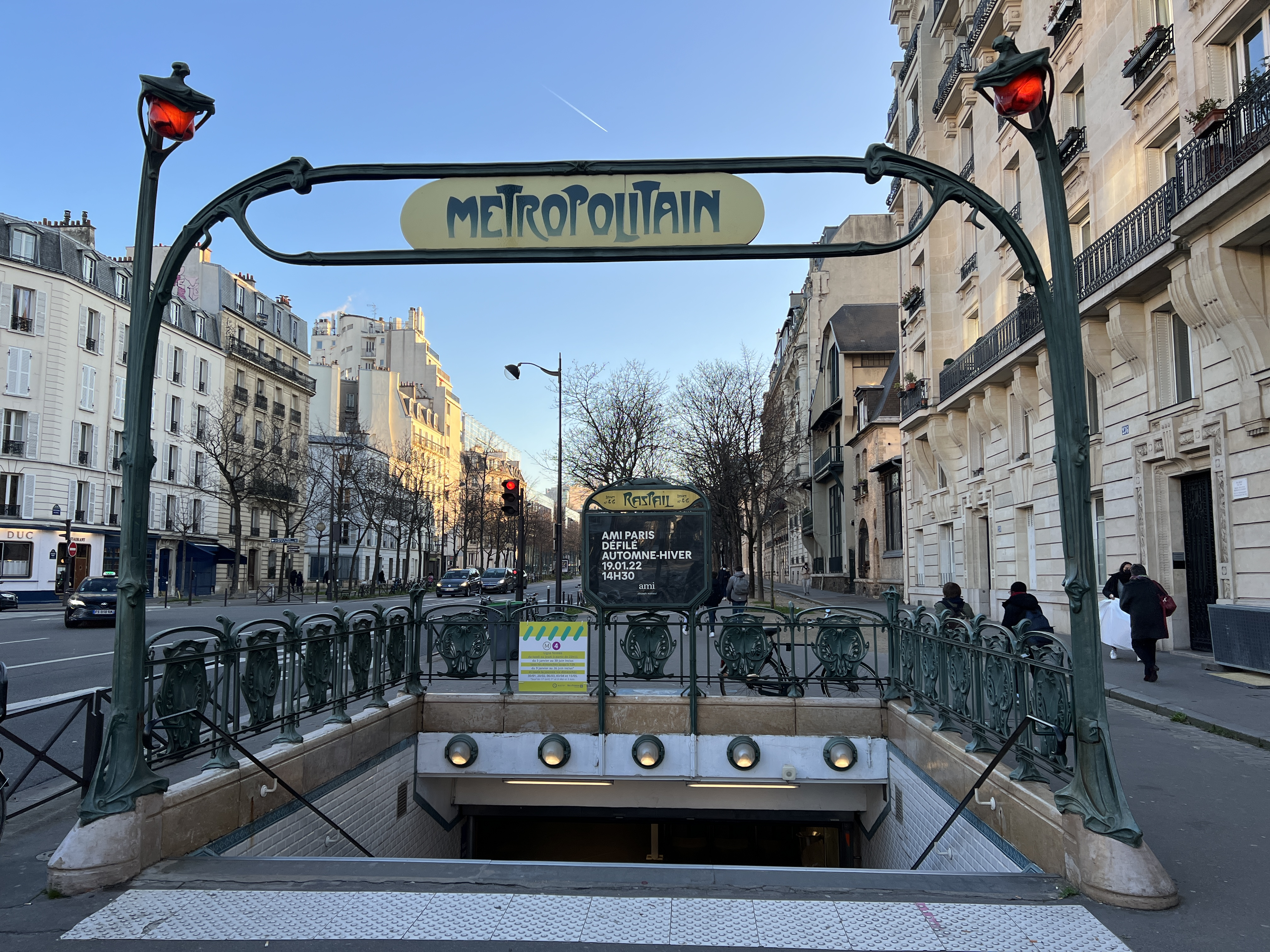
Einer der zahlreichen unter Denkmalschutz stehenden Zugänge zur Métro, gestaltet von Hector Guimard – hier: Station Raspail.

Er ist mit den folgenden öffentlichen Verkehrsmitteln zu erreichen:
- Das südliche Ende des Boulevard Raspail ist erreichbar über die Station Denfert-Rochereau der RER-Linie B und über die gleichnamigen Stationen der Métrolinien 4 und 6.
- Direkt in den Boulevard führen Ausgänge der Métrostationen Rue du Bac (Linie 12), Sèvres-Babylone (Linien 10 und 12), Rennes (Linie 12), Notre-Dame-des-Champs (Linie 12), Vavin (Linie 4) und Raspail (Linien 4 und 6).
- Die RATP-Buslinie 68 fährt – mit den Haltestellen Rue du Bac – René Char, Charlotte Perriand, Sèvres-Babylone, Rue du Cherche-Midi, Rennes – Raspail, Notre-Dame-des-Champs, Vavin, Raspail – Edgar Quinet und Victor Considérant – durch den gesamten Boulevard. Weitere RATP-Buslinien mit Haltestellen im Boulevard sind 63, 83, 84 und 94.

## Herkunft des Namens
Der Boulevard ist benannt nach dem Botaniker und Chemiker François-Vincent Raspail. – Der Straßenname wurde erstmalig festgelegt, als im Jahr 1887 der frühere Boulevard d’Enfer per Dekret in Boulevard Raspail umbenannt wurde, wobei er zunächst nur für den Abschnitt vom Boulevard du Montparnasse bis zur Place Denfert-Rochereau galt. Bis zum Anfang des 20. Jahrhunderts wurden weitere Abschnitte des gesamten Straßenverlaufs unter dem gemeinsamen Namen Boulevard Raspail ergänzt.

### Die „terre-pleins“ des Boulevard Raspail
„Terre-pleins“ des Boulevard Raspail, die zur Ehrung von Persönlichkeiten deren Namen erhalten haben, sind (von Nord nach Süd): Allée Christian-Pineau (seit 2000), Allée Charlotte-Perriand (seit 2009), Allée Sonia-Rykiel (seit 2018), Allée Jacques-Derrida (seit 2019), Allée Claude-Cahun-Marcel-Moore (seit 2018) und Allée Sœur-Emmanuelle (seit 2018).

## Einige bedeutende Gebäude, Statuen

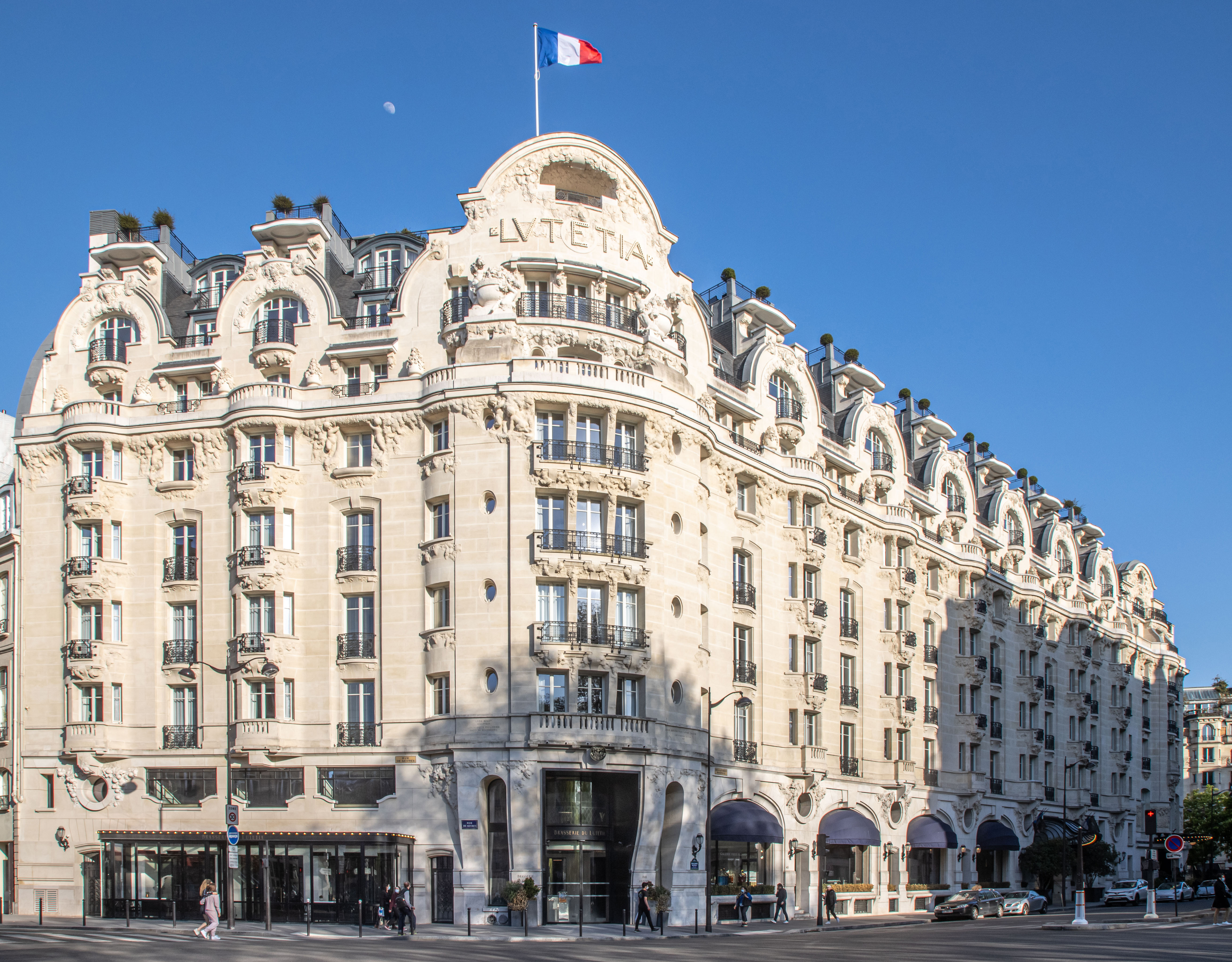
Rue de Sèvres / Boulevard Raspail: Hôtel Lutetia
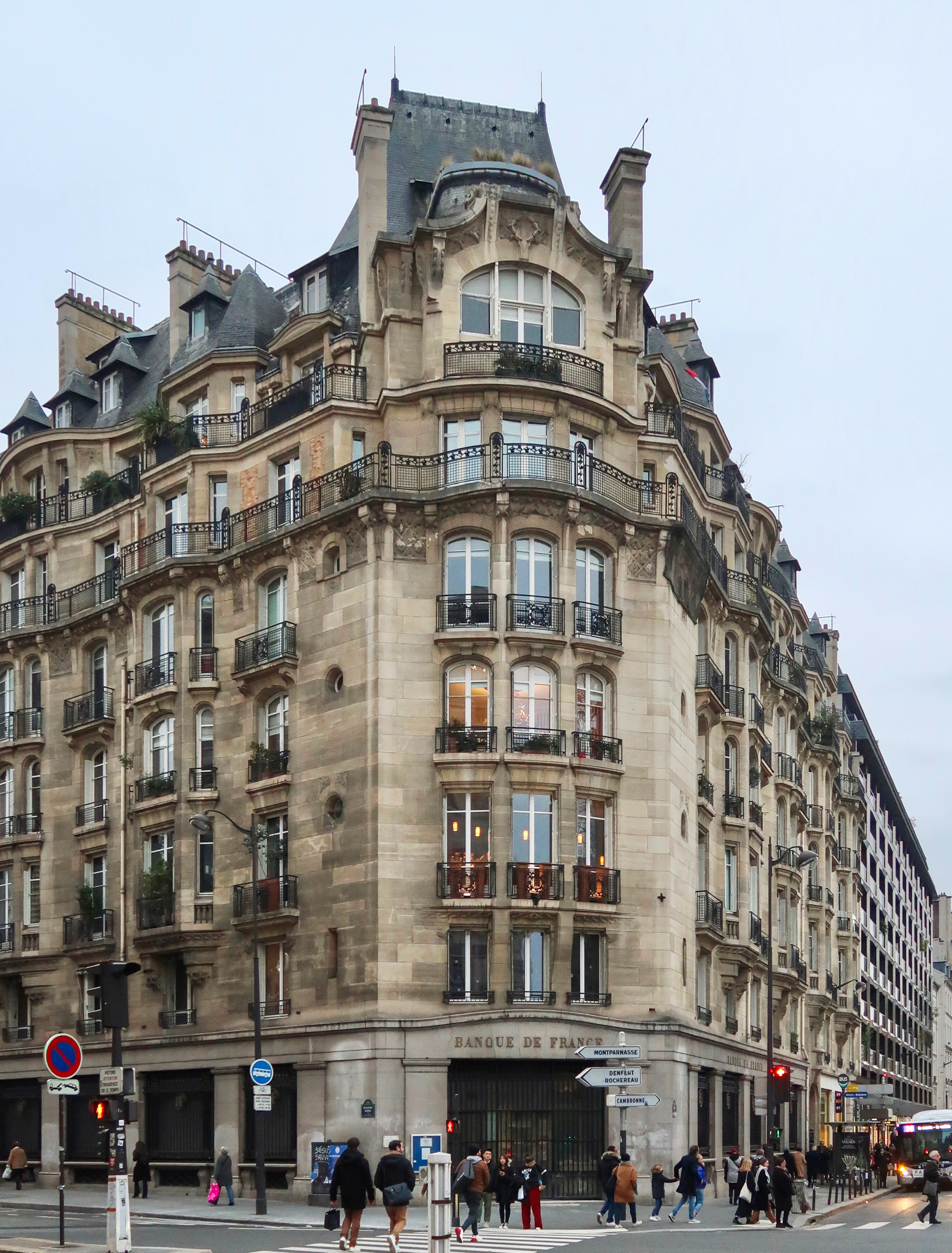
Nr. 48: Niederlassung der Banque de France
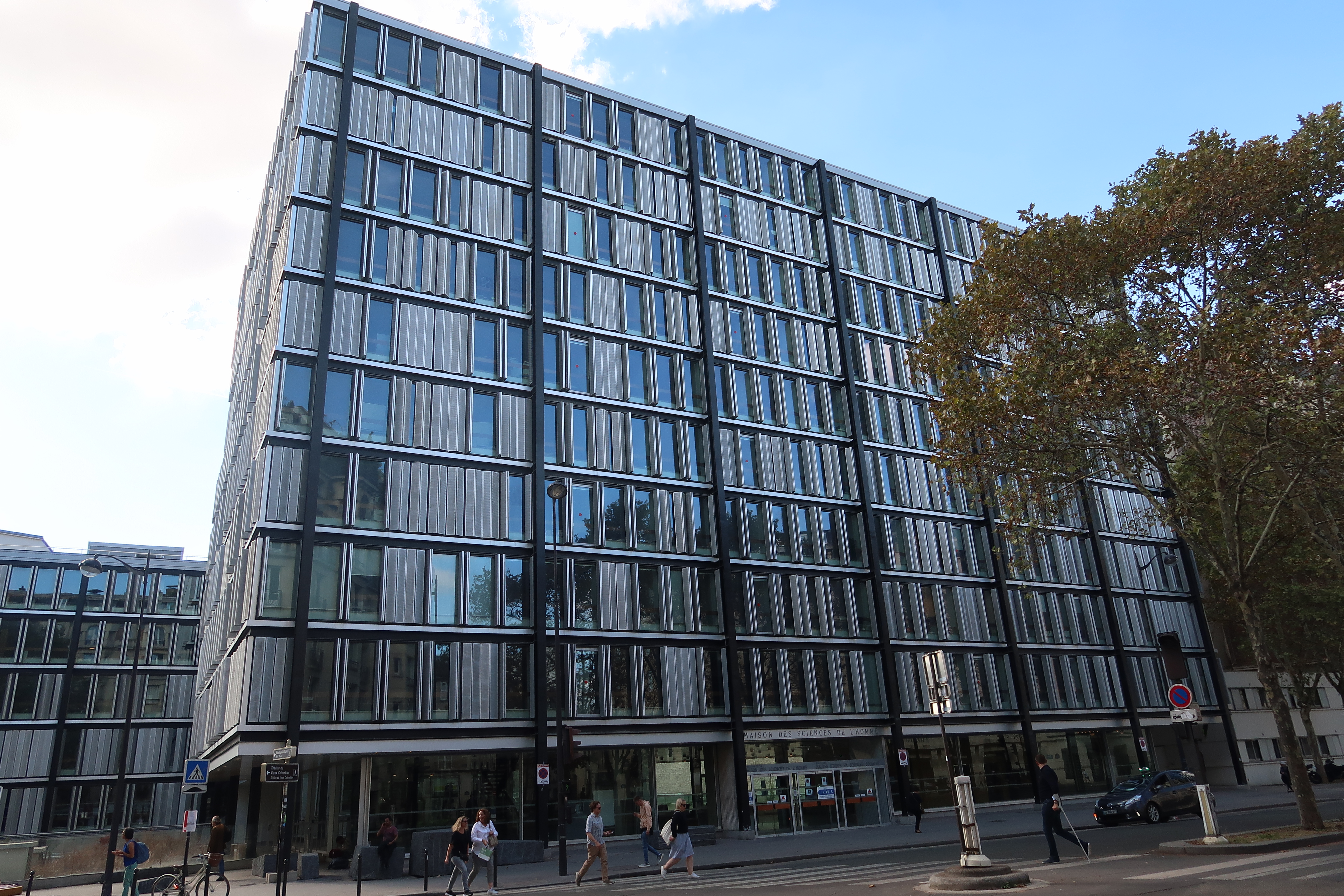
Nr. 54: Maison des sciences de l'homme
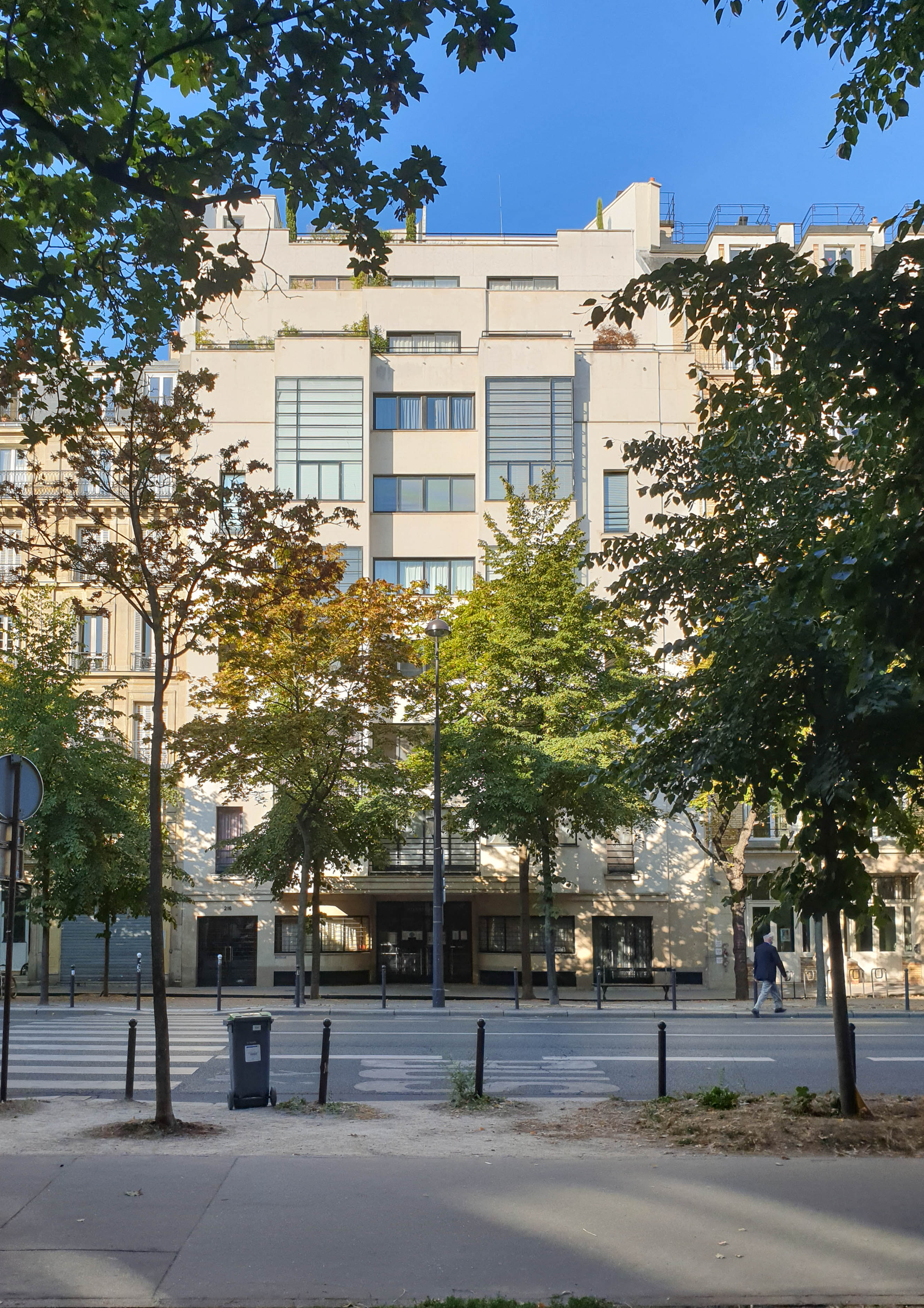
Nr. 216: Ehemaliges „Studio Raspail“
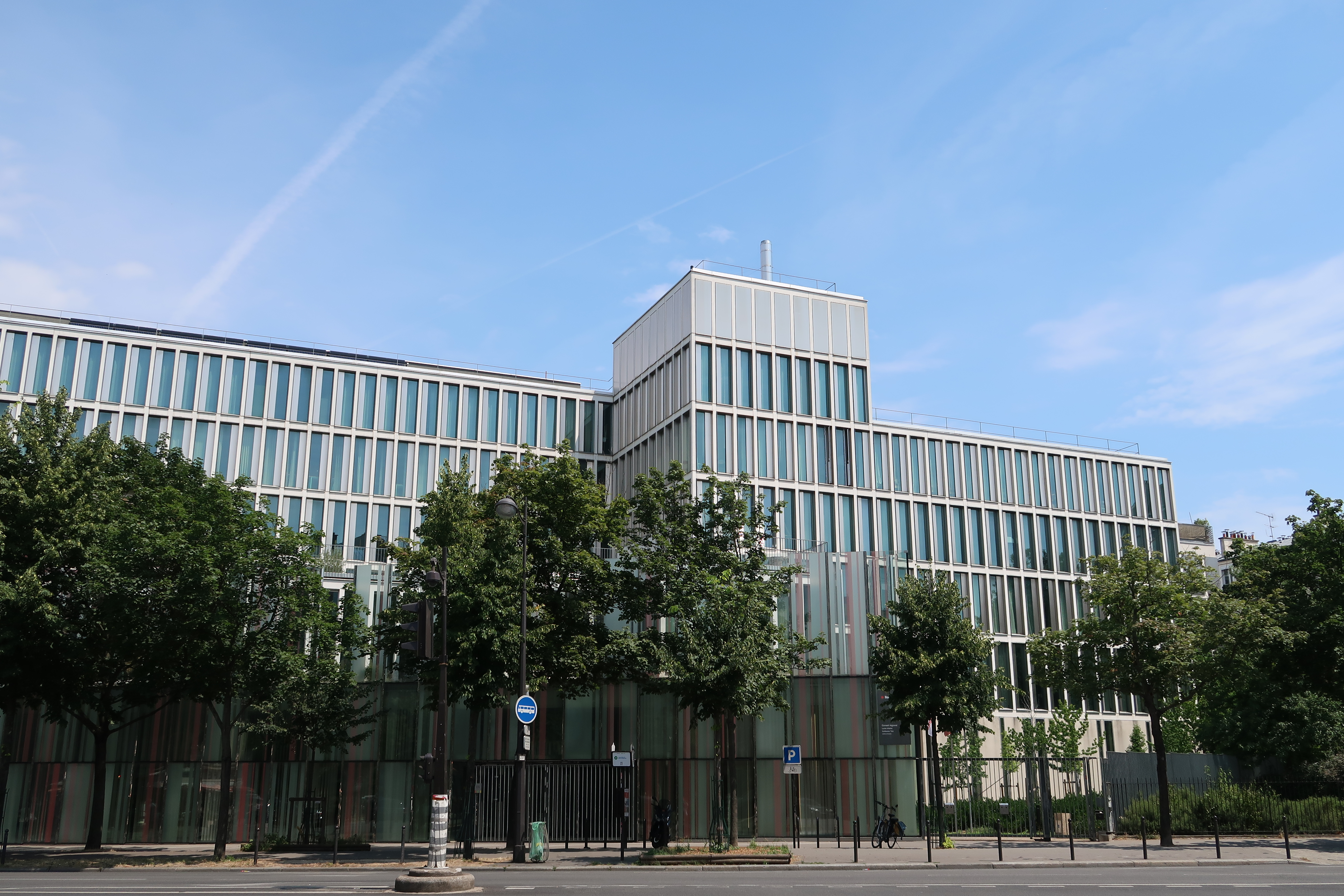
Nr. 237: Lycée hôtelier (Hotelfachschule) Guillaume-Tirel
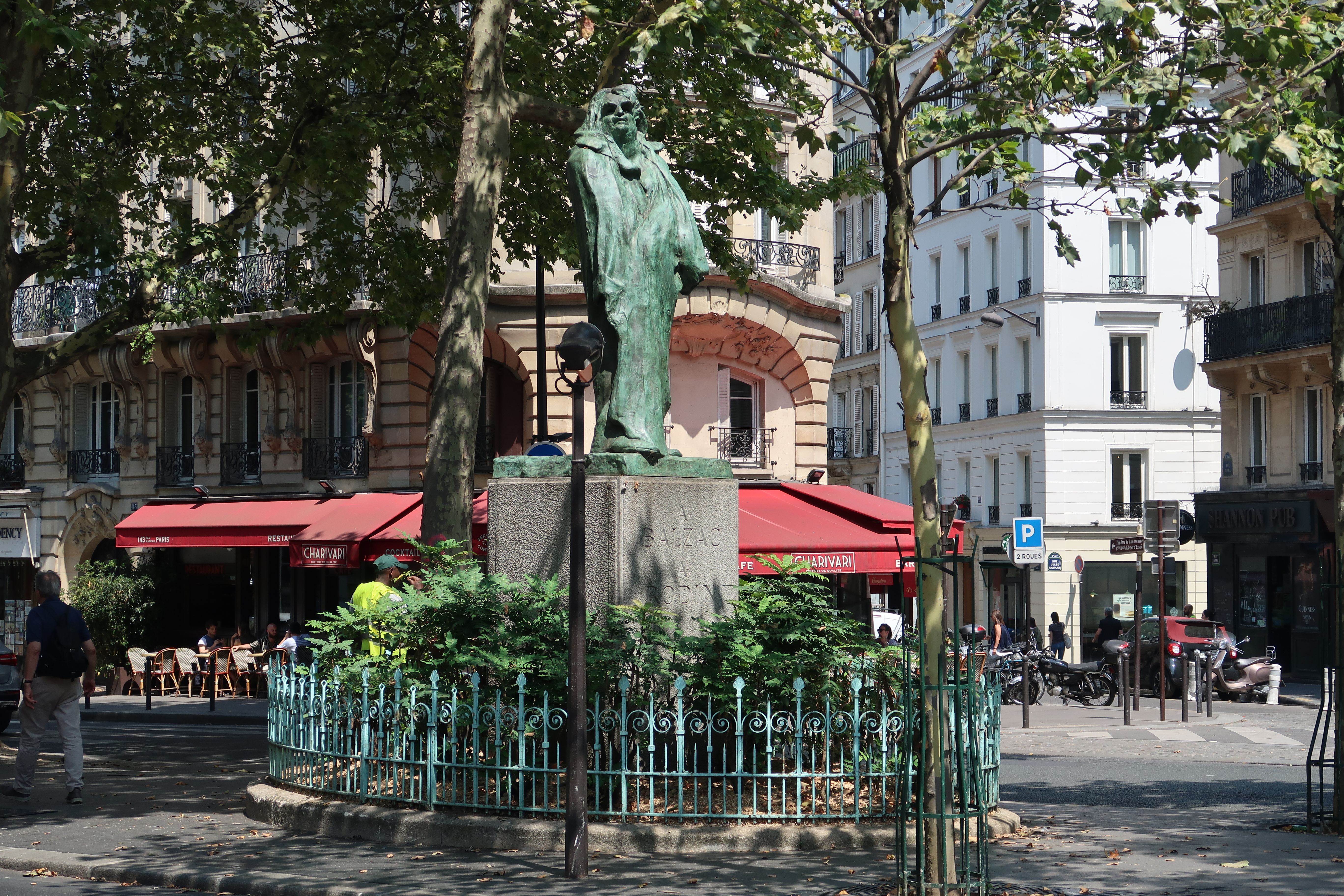
Boulevard Raspail (vor Kreuzung mit Boulevard du Montparnasse): Balzac-Statue von Auguste Rodin

- Place Pierre-Lafue (direkt an den Boulevard grenzend, in Nähe der Métrostation Notre-Dame-des-Champs): Dreyfus-Statue von „Tim“ (Louis Mitelberg; Reproduktion; das Original steht im Musée d’art et d’histoire du Judaïsme).
- Nr. 261: Hier befindet sich das Museum für zeitgenössische Kunst der Fondation Cartier.

## Einige ehemalige Bewohner

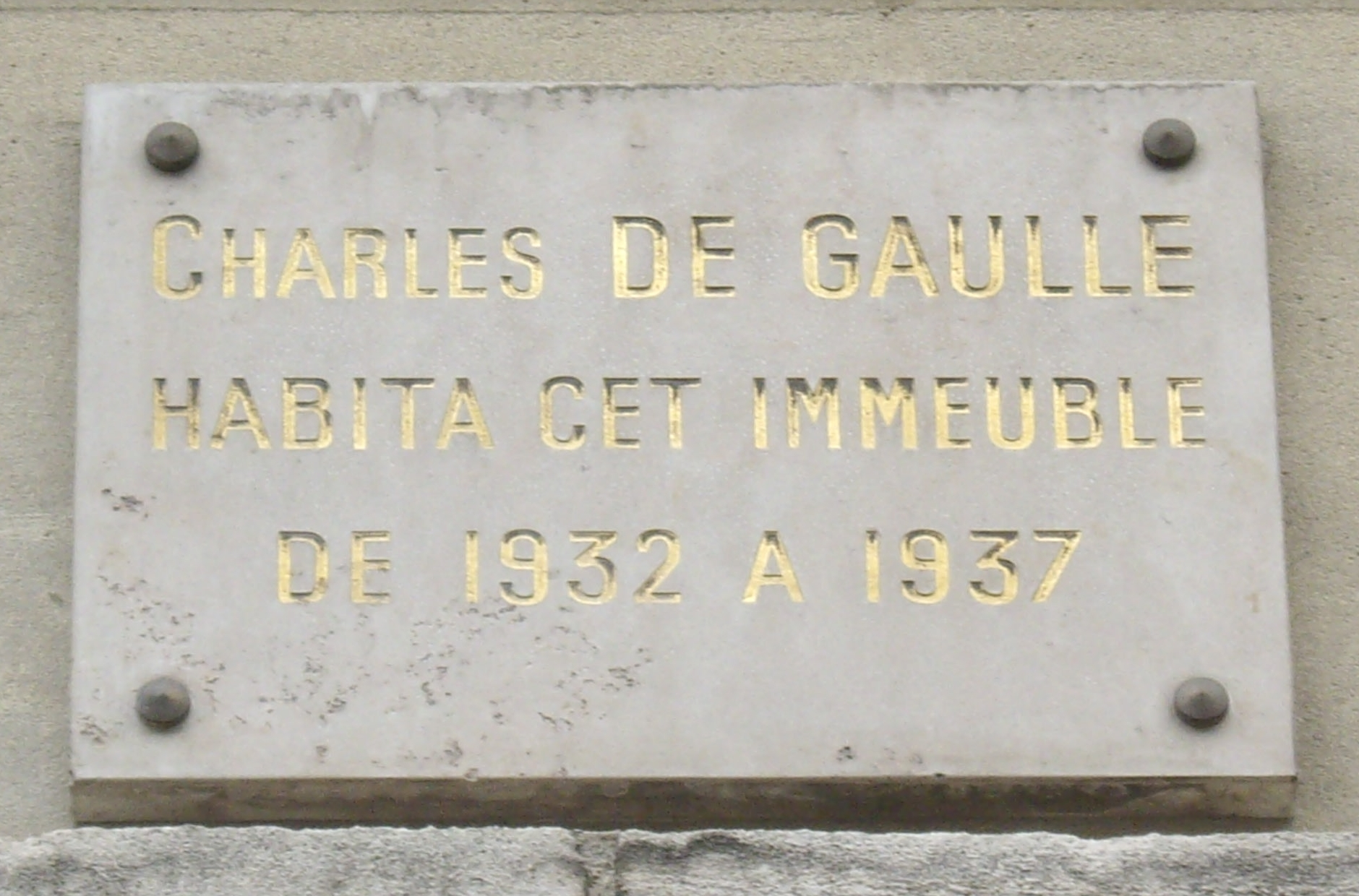
Nr. 110: Wohnort Charles de Gaulles von 1932 bis 1937
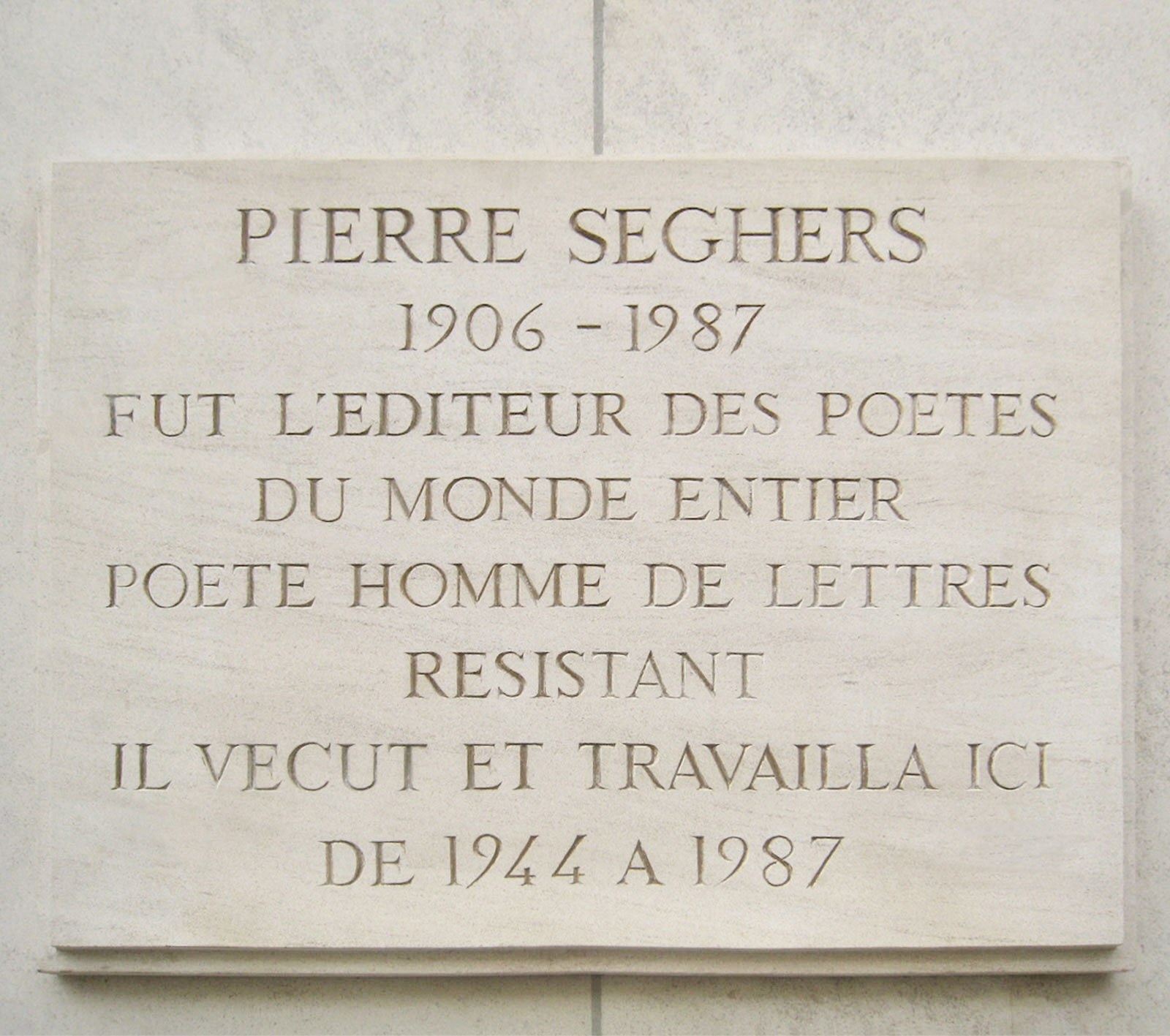
Nr. 228: Wohnort des Verlegers und Dichters Pierre Seghers von 1944 bis zu seinem Tod 1987
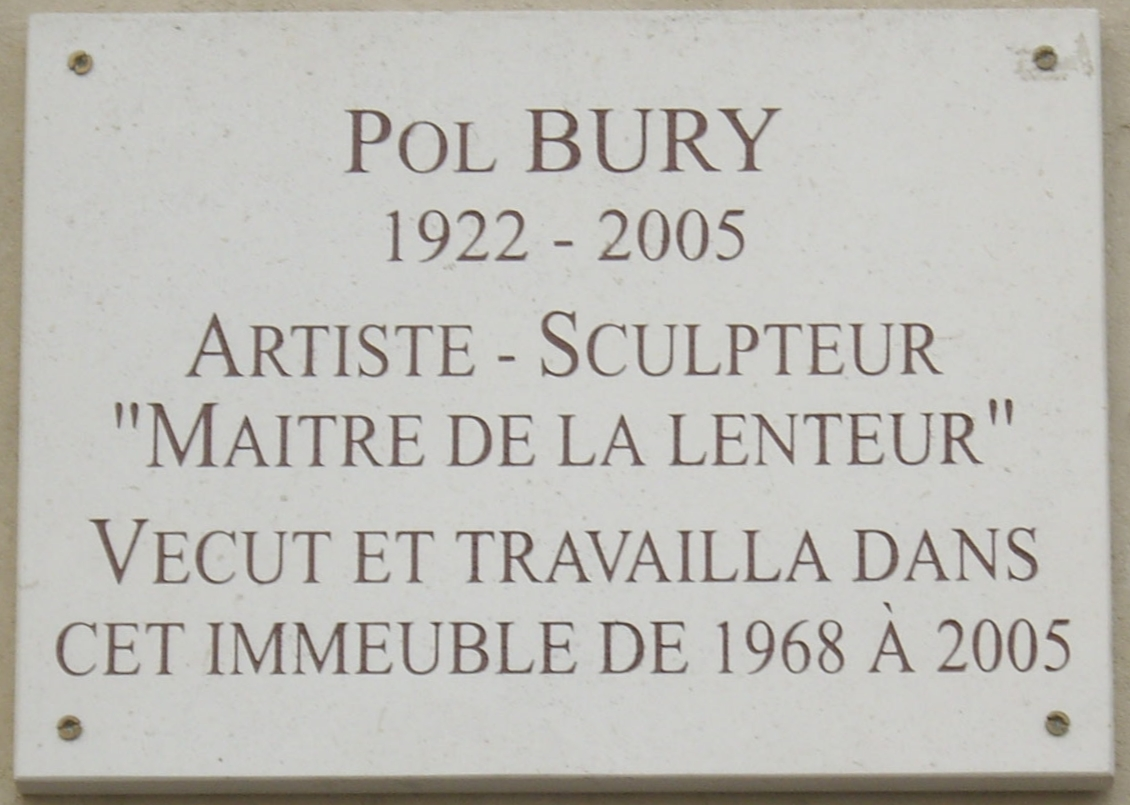
Nr. 236: Wohnort des Malers und Bildhauers Pol Bury von 1968 bis zu seinem Tod 2005